# Albert de Saint-Bonet
Albert de Saint-Bonet (... – ...) è  un trovatore che scrisse in lingua occitana, noto solo per aver composto insieme a una dama una tenzone oggi perduta e impossibile da datare.
Forse identificabile con Albertet o Albert di un partimen tra questi e un signore innominato non meglio identificato.
qi no.l sap cubrir ni celar.
E cill qe no-s vole cadelar
fez vas son amie faillimen
e vas si mezeisamen. 

Albert:

Seingner, si.l plorars ha sabor,
eu no sai fort ben aesmar
s'o ffetz per ben o per dolor
o per sobras de trop amar.
Mais qui vol ses deupte pagar
no.l deu lonjamen tri[g]ar,
qe so q'es faiz non es a ffar;
don dic eu qe val per un cen
cill qe pag' amorosamen
e meillz s'en pot l'amies fiar.»